# Gerhard Scheibe
Gerhard Scheibe (Zerbst (Anhalt), 1917. április 6. – Magdeburg, 1944. január 22.) német katona. A második világháborúban teljesített szolgálataiért megkapta a Vaskereszt Lovagkeresztjét. Utolsó útját Manfred Meurerrel együtt tette meg, He 219-esük összeütközött egy brit Handley Page Halifaxszal, amelyet nem sokkal azelőtt támadtak meg. Mindketten meghaltak.